# Список моделей далеков

Далек Новой Парадигмы (на переднем плане) и далек возрождённого сериала (на заднем плане) как они показаны в сериале

Со времени их первого появления в 1963 году, далеки, вымышленная инопланетная раса из британского научно-фантастического телесериала «Доктор Кто», были представлены в виде множества моделей и вариаций.
С первых серий далеки изображались как мощная, оснащённая по последнему слову техники машина для уничтожения, внутри которой расположился уродливый и безжалостный мутант, который и является собственно пришельцем. Хотя на протяжении десятилетий общий внешний вид практически не менялся, некоторые детали как механической оболочки, так и самого пришельца время от времени претерпевали изменения, внесённые под влиянием сюжета, по желанию режиссёров и сценаристов либо с целью вдохнуть в образ старых врагов Доктора новую жизнь.
Эпизоды возрождённого сериала «Изолятор далеков», «Ученик волшебника» и «Фамильяр ведьмы» примечательны тем, что в них можно заметить многие из моделей и вариаций далеков, которые появлялись на протяжении всей истории сериала. Специально к 50-летию сериала, для съёмок фильма «Приключение в пространстве и времени», студия Titan Props воссоздала четырёх далеков образца 1960-х.

## Перечень основных компонентов далека
Ниже перечислены названия основных компонентов далека, которые используются в данной статье с целью проследить изменения, произошедшие во внешнем и внутреннем строении далеков в течение десятилетий существования «Доктора Кто».
- буфер (англ. fender): самая нижняя часть далека, в подножие буфера обычно вмонтировано устройство для передвижения. а также механизм полёта[5].
- юбка (англ. skirt): состоит из вертикальных металлических полос, на которых можно увидеть полусферы. Как правило, по бокам и сзади полосы идут практически отвесно, а спереди — под углом, формируя в нижней части хорошо заметный выступ.
- полусферы (англ. hemispheres, также известны как сенсосферы): расположенные на полосах юбки полушарики. Обычно их 56 и они сгруппированы в вертикальные ряды по четыре, но у далеков Новой Парадигмы их только 48.
- плечи (англ. shoulders): секция между юбкой и шеей.
- воротники (англ. collars): горизонтальные кольца, идущие вокруг плеч.
- планки (англ. slats): вертикальные полосы поверх воротников.
- плечевая сетка (англ. shoulder mesh): алмазная сетка между планками и воротниками.
- передняя панель (англ. appendage boxes): одна или несколько панелей, на которых расположены манипулятор с присоской и оружие.
- оружейный ствол (дуло) (англ. gun stick): ствол энергетического оружия далеков.
- оружейные прутья (англ. gun rods): 8 продольных прутьев на оружейном стволе
- оружейные перемычки (англ. gun mantles): поперечины, соединяющие оружейные прутья в нескольких местах и формирующие собой ряд восьмиугольников.
- манипулятор (англ. arm): телескопическая «рука» далека, обычно состоит из двух или трёх вложенных друг в друга секций.
- присоска (англ. plunger): похожее на вантуз приспособление на конце манипулятора, при помощи которого далек совершает большинство мелких операций.
- шея (англ. neck bin): секция между плечами и куполом.
- шейная сетка(англ. neck bin mesh): сетка поверх шеи далека.
- шейные кольца (англ. neck bin rings): горизонтальные кольца поверх шейной сетки.
- шейные распорки (англ. neck struts): восемь тонких вертикальных распорок между шейной сеткой и шейными кольцами.
- купол (англ. dome): верхняя часть механической оболочки далека.
- фонари (англ. dome lights): два фонаря на куполе, которые мигают, когда далек говорит.
- глазной стебель (англ. eye stalk): торчащая в передней части купола палка, на которой расположен оптический сенсор далека.
- глазные диски (англ. eye discs): несколько дисков различного диаметра, нанизанных на глазной стебель.
- глазное яблоко (англ. eyeball): сфера с оптическим сенсором на конце глазного стебля.
- линза (англ. eye lens): обычная линза, закрывающая глазное яблоко. Может светиться (например, голубоватым светом).
- веко (англ. dome cowl): своеобразный выступ в куполе, в том месте, где начинается глазной стебель (только у далеков возрождённого сериала).

## Основные характеристики

### Обзор
Внешне далеки представляют собой усечённый конус, высота которого варьируется от 1,5 метров (5 футов) до 2 метров (6 футов 6 дюймов) в зависимости от модели. Они оборудованы единственным оптическим сенсором, расположенным на выдвижной глазной палке, энергетической пушкой и манипулятором. Как правило, на конце манипулятора расположена присоска, похожая на вантуз. Как видно во многих сериях, это устройство способно поднимать людей и предметы различной тяжести и, скорее всего, использует сильный вакуум. Мощь оружия далека может варьироваться: оно может парализовать, убить, оглушить, расщепить любую форму жизни, а также разрушать других далеков, здания и космические корабли.

### Механическая оболочка
В «Поминовении далеков», «Пути расходятся» и «Судном дне» Доктор утверждает, что корпус далеков построен из «прочного поликарбида». В серии «Вторжение далеков на Землю» и эпизоде «Далеки на Манхэттене» этот материал получил своё название — «далеканиум» (англ. dalekanium). Механическая оболочка, как правило, непроницаема для большинства огнестрельных и энергетических зарядов, но при этом она не является особо прочной: её легко можно уничтожить мощными выстрелами из крупнокалиберного оружия, оружия другого далека, а также просто сбросив с большой высоты . Кроме того, как сказано в «Откровении далеков», она может быть пробита особыми пулями. После возрождения сериала в 2005 году, у далеков появилось невидимое силовое поле, при помощи которого они расщепляют пули и другие огнестрельные снаряды.
Нижняя часть корпуса имеет небольшой выступ спереди и покрыта множеством полусфер. Как писали в лицензированной BBC книге The Dalek Book (1964) , а также в «Полном техническом руководстве по „Доктору Кто“» (англ. The Doctor Who Technical Manual, 1983) в этих полусферах расположены различного рода сенсоры (отсюда их альтернативное название — «сенсосферы»). Также в эпизоде «Далек» показано, что они являются частью механизма самоуничтожения.

### Глаз
Как показано во многих сериях, глаз далека является его наиболее уязвимым местом. В «Тишине в библиотеке» Доктор в ответ на вопрос, как бороться с различными инопланетными угрозами, говорит: «Далеки: цельтесь в глаз». Однако в возрождённом сериале часто можно заметить, что у далеков появилось несколько приспособлений, защищающих зрение. Так, в эпизоде 2008 года «Украденная Земля» Уилфред Мотт (дедушка спутницы Доктора, Донны Ноубл) выстрелил в линзу далека из пейнтбольного ружья, но тот просто испарил краску со своего глаза, тем самым восстановив способность видеть.

### Линза, глазные диски и фонари
Эти детали корпуса далека, сохраняя общий внешний вид, со временем регулярно изменялись. Линзы первоначально были полностью белыми, иногда с внутренней подсветкой. Позднее был добавлен тёмный «зрачок». В возрождённом сериале линза прозрачная и имеет голубоватую внутреннюю подсветку, а далеки Новой Парадигмы оборудованы «органическим глазным яблоком», расположенным позади выгнутой линзы. В 1960-х годах глаз оснащался полностью функционирующей радужной оболочкой (это также было замечено у далеков возрождённого сериала). Число, размер, интервал расположения, профиль и конфигурация глазных дисков также постоянно менялись. Их цвет, как правило, был синим, белым либо золотым, в то время как у далеков возрождённого сериала они были прозрачными, а у Новой Парадигмы — чёрными.
Фонари далеков первоначально напоминали шарики для настольного тенниса, впоследствии их заменили на пластмассовые подставки для яиц. Позднее можно заметить, что эти элементы купола приобрели характерный, «похожий на пчелиные соты» рисунок. Сглаженные формы фонарей имперских далеков представляли собой диски плексигласа, прикрытые доступными тогда похожими на блюдца пластиковыми изделиями, а у новых далеков и Новой Парадигмы фонари похожи на те, что используются в прибрежных маяках. В ранних сериях возрождённого сериала на них можно было заметить металлическую решётку.

### Подножие
На том, что у далека расположено под буфером, в подножии, не заострялось особого внимания до выхода книги The Dalek Book (1964). В разделе «Анатомия далека» публикация подробно описала то, как выглядит это место. Было раскрыто, что внизу из буфера выступает большая полусфера, окружённая меньшими, «сферами равновесия». Этим описанием впоследствии руководствовалось большинство проектов и серий комиксов, связанных с «Доктором Кто». Тем не менее оно противоречило нескольким попыткам показать (или скрыть) нижнюю часть механической оболочки пришельца в сериале и фильмах. Поскольку она представляла собой куски фанеры с прибитыми к ним колёсиками от тележки из супермаркета и отверстием для ног оператора, эти попытки не ставили перед собой цель создать иллюзию того, что далек — живущий внутри бронированой оболочки пришелец. Эта проблема была решена лишь с возрождением «Доктора Кто» в 2005 году, в «Далеке» и последующих сериях с новыми далеками. Как было показано, в подножие механической оболочки вмонтированы большая полусфера и восемь окружающих её меньших полусфер. Когда далек находится в режиме полёта, большая и четыре маленьких полусферы светятся.

### Мутанты

Истинный облик Далека Каана. Кадр из серии «Конец путешествия»

Внутри механической оболочки расположен сам пришелец, обладающий отталкивающими внешностью и характером. До возрождения сериала в 2005 году его изображали как аморфную зелёную кляксу, обладающую сильными щупальцами, способными задушить человека. Истинный облик далека, как впоследствии раскрывается, является результатом ускорения эволюции представителей расы каледов, во время кровопролитной войны мутировавших из-за ядерных осадков, а также следствием насильственных манипуляций с генами других существ (как правило, людей). В возрождённом сериале сам пришелец появлялся в кадре намного чаще, чем в классических сериях — он был показан как осьминогоподобное существо с единственным функционирующим глазом, сильными щупальцами и хорошо заметным мозгом.
В эпизоде «Фамильяр ведьмы» показано, что мутанты биологически бессмертны, но с возрастом они начинают заживо разлагаться, постепенно превращаясь в жидкую массу. В таком виде они заняли все катакомбы и сточные канавы Скаро, где продолжили гнить.

### Голос
У далеков характерные, легко узнаваемые электронные голоса, созданные различными актёрами при помощи устройства, названного кольцевым модулятором. Хотя звук получается искажённым и монотонным, при озвучивании часто используются темп и интонация, чтобы выразить определённые эмоции: гнев, триумф, презрение и, что редко, страх. (Голос далекао файле)

### Перемещение и маневрирование
Далеки передвигаются, скользя в нескольких сантиметрах над землёй. Этот эффект обеспечивался беспорядочно вращающейся сферой, вмонтированной в подножие буфера, но в серии «Смерть далекам» Доктор утверждает, что представители этой расы перемещаются при помощи психокинеза. В течение многих лет позиционировалось, что механическая оболочка не приспособлена к подъёму по лестнице. Это было исправлено в «Откровении далеков», когда далек на краткий миг был показан летающим, и в «Поминовении далеков», где далеки были показаны уже способными подняться по лестнице. Далеки возрождённого сериала часто показаны летающими, эта способность у них появилась благодаря антигравитационным генераторам, расположенным в подножии буфера.

## Наименования вариаций и моделей далеков
В течение всей истории существования шоу съёмочная группа редко ссылалась на какие-либо конкретные наименования вариаций и моделей далеков. Редкие исключения, вроде «Императора» или «Верховного далека», были введены скорее, чтобы обозначить иерархию в обществе далеков. Тем не менее, в серии «Происхождение далеков» недавно созданная механическая оболочка далека получила название «машина для путешествий Марк 3».
Используемые в данном списке названия были введены для удобства. Они находятся во всеобщем употреблении при общении поклонников «Доктора Кто»/далеков и часто используются в постах и документации на веб-сайтах (например, на сайте Project Dalek Forum). Существуют также и другие классификации. «Полное техническое руководство по „Доктору Кто“» включает в свой список моделей далеков также и те, что появились в фильмах «Доктор Кто и Далеки» и «Вторжение далеков на Землю», хотя события, описанные в них, не считаются каноничными.
В серии с Одиннадцатым Доктором «Победа далеков» также использовался термин «дрон», это единственный случай, когда далека называли таким образом.

## Далеки первой модели
Далеки первой модели (англ. Mark I Daleks) впервые появились в 1963 году, в серии первого сезона «Далеки». В то время не было никаких визуальных подтверждений, что у этой расы существует иерархия или множество вариаций.
Эта модель отличается отсутствием планок и плечевой сетки, а также девятью глазными дисками (самое большое количество среди всех моделей и вариаций) и характерной формой глазного яблока. Линзы имеют внутреннюю подсветку и оснащены радужной оболочкой, которая может изменять свой размер. Механическая оболочка окрашена в серебристый цвет, с синими плечами, сенсосферами и глазными дисками; воротники этой модели не окрашены, буфер — чёрного цвета. Согласно сюжету далеки первой модели передвигаются, используя статическое электричество. Они не могут покинуть пределы Далек-сити, их родного города на планете Скаро, так как их передвижение ограничено металлическими полами города.
В четвёртом эпизоде серии, «Засаде», было показано, что один из далеков прорезает дверь при помощи чего-то, по принципу действия похожего на газовый резак. Это устройство выглядит как тонкая металлическая трубка с прикреплёнными по бокам двумя сферами и нанизанным на неё прозрачным диском и установлено на манипулятор вместо присоски.
Идея о пришельце в механической оболочке пришла к сценаристу серии Терри Нейшну, дизайном внешнего вида корпуса занимался проектировщик BBC Реймонд Кьюсик. Используемые на съёмках фигуры далеков были сделаны фирмой Shawcraft Engineering of Uxbridge (Англия) под руководством Билла Робертса, который также разработал дополнительное оборудование.

## Далеки второй модели
По сюжету серии «Вторжение далеков на Землю» далеки захватили Землю, переместившись далеко от электрически заряженных полов Далек-сити. В связи с этим было решено внести некоторые изменения в облик механической оболочки, чтобы объяснить это. Прежде всего это касалось буфера — для лучшего маневрирования на местности дизайнер серии Спенсер Чапмен и рабочие Shawcraft Engineering заменили обычные колёсики на три колеса с пневматическими шинами, действующие по принципу трёхколёсного велосипеда, и, чтобы скрыть это нововведение, увеличили толщину буфера.
Также в сценарий была добавлена сцена, в которой Доктор утверждает, что далеки используют антенну, установленную возле шахты в Бедфордшире, чтобы передавать себе энергию для передвижения. Хотя напрямую это не указывается, но подразумевается, что параболические антенны, установленные у каждого далека в задней части плеч, являются приёмниками этой энергии. Другие конструктивные изменения коснулись глаза: число глазных дисков было уменьшено до пяти, глазное яблоко стало серебряным, а не чёрным. Также далеками второй модели (англ. Mark II Daleks) была продемонстрирована возможность перемещения под водой — в финале первого эпизода серии из-под поверхности Темзы появляется один из далеков.
В отличие от далеков первой модели, данная модель имеет иерархию: в кадре появляется далек, у которого некоторые полосы юбки и купол окрашены в чёрный цвет — Командующий Земных сил. Также в серии можно заметить Верховного командующего (он же «Чёрный Далек») — у него полностью чёрными являются купол, плечи и юбка.

## Далеки третьей модели
Начиная с 1965 года в «Докторе Кто» появляются далеки третьей модели (англ. Mark III Daleks), внешний вид которых в течение десятилетий практически не менялся.

### 1960-е
Впервые далеки третьей модели замечены в серии «Погоня» (1965), дизайнером которой вновь стал Реймонд Кьюсик. Так как уже не было необходимости в маневрировании на местности, Кьюсик, по мнению которого далек должен быть ниже человека, убрал большие колёса, уменьшив таким образом высоту буфера, а следственно и рост далека. Кроме того, создатели решили, наконец, освободить этих пришельцев от необходимости постоянно использовать статическое электричество — вместо параболических антенн у них появилась плечевая сетка, поверх которой были привинчены 23 планки, якобы расширяющие возможности механической оболочки (хотя данное их назначение никогда не подтверждалось сюжетом серий).
В эпизоде «Палачи» (серия «Погоня») снова появляется Чёрный Далек. Кроме того, на протяжении всей серии можно заметить далеков с нестандартными приспособлениями на конце манипулятора. Среди них были далеки с «сейсмометром» (также известным как «детектор ТАРДИС») и «электрический юнит» с оборудованием в виде блюдца с двумя сходящимися прутами в центре (при его помощи вскрывали электронные замки).
Также в серии можно заметить далеков первой модели, ранее появлявшихся в фильме, которых позаимствовали у производственной компании для большего числа. От их «коллег» из телесериала их можно отличить по более тёмному куполу, отсутствию планок и цветовой гамме, не характерной для чёрно-белого шоу. В некоторых сценах у них отсутствует буфер, в результате чего юбка оказывается непосредственно на полу.
Впоследствии дизайн далеков третьей модели практически не менялся, за исключением цвета и некоторых дополнений.
В «Генеральном плане далеков» были замечены далеки с трубками-огнемётами вместо манипулятора, а в серии «Сила далеков» один из далеков имел вместо присоски похожее на дуршлаг приспособление, при помощи которого он помещал новорождённого сородича в механическую оболочку. Начиная с этого момента используется более простой дизайн оружия: были удалены оружейные прутья и перемычки, оставив только дуло.
В серии «Зло далеков» вновь замечен Чёрный Далек, но теперь у него серые, а не чёрные плечи. Также были введены ещё два элемента иерархии: Император и четверо далеков с чёрными куполами, судя по их действиям, являющиеся личной охраной Императора (в эпизоде «Пути расходятся» (2005) присутствуют похожие далеки, выполняющие сходную функцию). Также впервые у далеков появляется тёмный зрачок.
Необычная вариация третьей модели появилась в серии «Зло далеков»: у этого далека была очень узкая юбка, с единственной передней полосой. Происхождение её неизвестно, но она впоследствии получила название «Далек Уилки» (англ. The Wilkie Dalek), в честь Бернарда Уилки, нанятого создателями «Доктора Кто» в 1967 году в качестве специалиста по спецэффектам.

### 1970-е
«День далеков» (1972) стала первой цветной серией с этой инопланетной расой. Отныне все элементы механической оболочки далеков была выполнена в серых тонах, за исключением полусфер и буфера, которые красили в чёрный цвет. Данная цветовая гамма использовалась в последующие шестнадцать лет, за исключением серии «Смерть далекам» (1974) и некоторых случайных вкраплений цвета (например, у некоторых далеков были чёрные планки). Однако в течение этих шестнадцати лет было разработано 3 различных дизайна далеков; иерархия также расширилась.
В этой серии был замечен Далек-лидер (англ. Dalek Leader), чей корпус был окрашен в золотой цвет с чёрными полусферами и буфером. Также у далеков третьей модели появился характерный овальный диск на передней панели и более высокий буфер. Зрачок в глазу также стал неотъемлемой деталью механической оболочки. Золотой Далек-лидер впоследствии вернётся в серии «Космическая граница».
Для серии «Планета далеков» специалист по спецэффектам Клиффорд Калли и рабочие его компании, Westbury Design & Optical Limited, создали семь съёмочных моделей далеков, впоследствии получивших прозвище «вышибалы» (англ. goons). Несмотря на то, что Калли и его команда использовали изначальные параметры, «вышибалы» несколько отличались от тех далеков, которых создали Shawcraft: в частности, они заменили тройные перекрестья под шейными кольцами на одиночные вертикальные распорки. Также по сюжету далеки вновь должны прорезать дверь, из-за чего одному из них вместо присоски прикрепили устройство, похожее на большой паяльник. Кроме того, в «Планете далеков» появился ещё один уникальный представитель расы — Верховный далек.
В серии «Смерть далекам» корпус далека был серебристым, а плечи, буфер и полусферы — чёрными. Стандартные бластеры были заменены на более грозное оружие. Уничтожив при его помощи двух гуманоидов, далеки заключают «умеренно эффективно…». Также манипулятор начиная с этой серии имел две секции, а не три, как раньше.
В «Судьбе далеков» на куполе представителей расы можно заменить небольшую антенну . Также было создано шесть грубых, полых, отлитых при помощи вакуума съёмочных моделей, которые впоследствии использовали для съёмок финальной сцены серии. Их можно узнать по отсутствию антенны на куполе и толстым шейным распоркам. Кроме того, промо-фото показали, что у них практически отсутствовали полусферы в задней части юбки.
По сюжету группа далеков формирует отряд камикадзе, каждый из членов которого несёт на себе пояс с бомбами. Эти бомбы представляли собой жёлтые цилиндры с красной крышкой-полусферой.
Также можно заметить несколько далеков третьей модели с отличительным дизайном. Дизайн верхней части объединял в себе внешний вид «вышибал» команды Калли и разработки Shawcraft, но юбка имела уникальный облик — в задней части полосы юбки опускались под углом, формируя такой же выступ, как и в передней. Четыре хорошо заметных болта очерчивают овал груди. Необходимость этих изменений никак не подчёркивается по ходу сюжета, поэтому их происхождение остаётся сомнительным. Эта уникальная вариация далека иногда упоминается как «Далек Тюссо» (англ. The Tussauds Dalek), так как она была воссоздана в виде восковой фигуры (окрашенной в серебристый и тёмно-синий цвета) в рамках выставки «Доктора Кто» в музее мадам Тюссо.

### 1980-е
Начиная с камео в специальном выпуске «Пять Докторов» (1983) далеки третьей модели, которые появились в течение 1980-х, замечены с одним несущественным изменением: воротники были приподняты вверх таким образом, чтобы открыть полосу между нижним воротником и плечами. На куполе продолжили устанавливать небольшую антенну, в последний раз этот элемент появился в серии «Воскрешение далеков» (1984).
Глазные стебли и глазные диски далеков в «Воскрешении далеков» окрашены белым; диски нанизаны таким образом, чтобы диаметр каждого последующего был меньше предыдущего, формируя на глазном стебле подобие усечённого конуса, направленного вершиной к глазному яблоку. Далек Тюссо появляется в двух вариантах: далека с серой механической оболочкой и Верховного далека, чей корпус окрашен в глянцево-чёрный, а полусферы — в белый. Серый Далек Тюссо в последний раз замечен в серии «Откровение далеков».

## Император далеков

Император далеков и далек третьей модели в серии «Зло далеков»

В серии «Зло далеков» (1967) Император далеков (англ. Dalek Emperor)представлен как высокая белая конусообразная фигура, на юбке которой расположилось 12 больших чёрных полусфер, составляющих единый горизонтальный ряд, а в районе передней панели — ещё две, коричневые, полусферы поменьше. Цвет корпуса — белый, с чёрными вставками. Император говорит скрипучим, постоянно дающим эхо голосом, он находится в Далек-сити и подключён ко множеству кабелей. По сюжету он уничтожен, когда между далеками вспыхивает гражданская война.
Император далеков создан силами сотрудников Отдела BBC по спецэффектам.

## Верховный далек
Верховный далек (англ. Dalek Supreme), член Верховного совета, в серии «Планета далеков» направлен на Спиридон с целью наблюдать за экспериментами по невидимости, а также производством вируса, который должен уничтожит всю органическую жизнь во Вселенной, и развёртыванием отряда из 10 000 далеков.
Вариация была основана на той, что была создана сценаристом Терри Нейшном для второго фильма по «Доктору Кто». Шейная сетка, распорки и кольца были удалены, впоследствии на их место были монтированы новые, плоские шейные кольца, планки заменены на гораздо более толстые, похожие на рейки. Фонари напоминают стеклянные банки, а глазное яблоко имеет внутреннюю подсветку, которая также мигает, когда Верховный далек говорит. Корпус окрашен в глянцево-чёрный; полусферы, планки, шейные кольца и купол — в бледно-жёлтый. Неизвестно, кто занимался созданием съёмочной модели, но покраской занимался Отдел BBC по спецэффектам под руководством Клиффорда Калли.
Жестокость Верховного далека продемонстрирована в сцене, когда он уничтожает сородича, командующего отрядом на Спиридоне, за то, что тот провалил миссию.

## Далеки Некроса
В «Откровении далеков» Даврос прячется на планете Некрос, где создаёт армию мутантов далеков, извлекая ДНК из неизлечимо больных и мёртвых людей, находящихся в криогенной заморозке. Далеки Некроса позиционируются как группа мятежников, лояльных Давросу, в то время как обычные далеки третьей модели служат Верховному далеку.
В серии было показано, что кресло Давроса перемещается на некотором, постоянно меняющемся, расстоянии над землёй. Кроме того, один из его далеков уничтожает двоих диверсантов, находясь намного выше их, и подразумевается, что все далеки Некроса теперь могут использовать эту возможность. Специально для DVD-издания серии было снято несколько дополнительных сцен, чтобы объяснить, каким образом далеки могут парить.

### Обычные далеки Некроса
Механическая оболочка далеков Некроса несколько отличается от таковой у обычных далеков третьей модели. Полосы юбки в передней и задней частях опускаются под более крутым углом, полусферы имеют меньший диаметр. На плечах расположилось 20 планок (вместо 23), сама секция более широкая в верхней части, из-за чего в области соединения с юбкой образуется что-то вроде талии. Манипулятор стал короче, а овал на передней панели — наоборот, длиннее. Полоса ниже воротников шеи несколько отличается по виду. Окраска — сливочно-белый цвет корпуса с золотыми полусферами, плечевой и шейной сетками, манипулятором и оружием.

### Прозрачный далек
Появившись лишь в серии «Откровение далеков» прозрачный далек (англ. Glass Dalek) представлен как эмбриональная версия далека Некроса: внутри совершенно прозрачного корпуса видна гротескно изменённая человеческая голова. Также у него четыре шейных кольца. Съёмочная модель прозрачного далека была изготовлена из плексигласа.

## Имперские далеки

Далек со специальным вооружением в окружении имперских далеков. Кадр из «Поминовения далеков»

В серии «Поминовение далеков» Даврос получил контроль над планетой Скаро, став новым Императором далеков. Он усилил мутантов каледов при помощи бионических имплантатов и поместил их в новую оболочку, создав таким образом армию лояльных ему имперских далеков (англ. Imperial Daleks). Верховный далек и его последователи отныне упомянуты как «ренегаты».
Расцветка имперских далеков очень похожа на таковую у далеков Некроса, но в остальном они могут сильно отличаться. Соответственно, для серии были созданы новые съёмочные модели.

### Обычные имперские далеки
Дизайн юбки у обычного имперского далека практически такой же, как и у далека Некроса. В других же деталях имеются существенные отличия. Буфер этой вариации слегка выступает из-под юбки, формируя в нижней части подобие ступеньки, а воротники и планки приспособлены к шее без использования шейной сетки. На передней панели появился шестиугольник (вместо овала), манипулятор и оружие присоединяются к панели при помощи шарообразных суставов. Глаз и глазные диски перемоделированы, линза стала зеркальной, с маленьким золотым зрачком. Фонари на куполе стали более плоскими, вместо присоски на конце манипулятора появилось подобие воронки. Купол также изменился: на нём теперь заметен характерный скошенный край. На шее появилось что-то вроде позолоты, традиционная алмазная шейная сетка заменена на простую, также позолоченную полосу металла. Корпус окрашен в сливочно-белый цвет; полушария, планки, манипулятор, «присоска», оружие, глазные диски и крышки фонарей — в золотистый.
Способность к полёту, замеченная в «Откровении далеков», у имперских далеков также присутствует. В серии «Поминовение далеков» один из них свободно поднимается по лестнице, задействовав нечто вроде ракетного двигателя, встроенного в подножие буфера.

### Далек со специальным вооружением
Далек со специальным вооружением (англ. Special Weapons Dalek) — тяжело вооружённый имперский далек, который впервые появляется в серии «Поминовение далеков» и впоследствии замечен в эпизодах «Изолятор далеков», «Ученик волшебника» и «Фамильяр ведьмы». У него отсутствуют манипулятор с присоской, глаз и фонари, последние заменены на квадратные лампочки, помещённые во впадину, имеющуюся под сильно усечённым куполом (в «Фамильяре ведьмы» показано, что эти лампочки мигают оранжевым светом когда далек с особым вооружением говорит). Также он вооружён большой и мощной энергетической пушкой, занимающей почти всю верхнюю часть — силы выстрела этой пушки достаточно, чтобы оставить от двух далеков-ренегатов лишь след сажи на земле. Броня также укреплена и неуязвима к выстрелам обычных далеков. Юбка, как и у его обычных собратьев, сливочно-белая с золотистыми полусферами, однако верхняя часть окрашена в серый цвет. Корпус выглядит так, словно пострадал в бою (он очень грязный и обожжённый, в отличие от других представителей расы, которые практически всегда показаны чистыми).
В книге «Пособие BBC по спасению от далеков» (англ. The BBC Dalek Survival Guide) сообщается, что оружие этого далека в пятьдесят раз мощнее обычного оружия этой расы. Чтобы такая мощь не обернулась против его товарищей, далек с особым вооружением, как правило, управляется дистанционно и редко получает самостоятельность.
В новелизации Бена Аароновича «Поминовение далеков» раскрывается, что высокие уровни радиции, создаваемые выстрелом оружия далека с особым вооружением, привели к тому, что управляющий им пришелец обезумел. В связи с этим другие имперские далеки избегают его, называя «Отвратительным» (англ. The Abomination), что иронично, учитывая, то что он тоже мутант. По сюжету романа далек с особым вооружением используется лишь в чрезвычайных ситуациях и только по приказу и под личным контролем Императора. Эта вариация далеков также была упомянута в романе «Война далеков» (англ. War of the Daleks) и аудио-постановке Big Finish «Машина геноцида» (англ. The Genocide Machine). Cм. также: Далеки тёмного измерения

### Император имперских далеков

даврос в качестве Императора далеков. Кадр из серии «Поминовение далеков»

Все имперские далеки служат своему Императору, которым, как впоследствии выяснилось, является их создатель, учёный Даврос. Даврос помещён в механическую оболочку (её дизайн во многом идентичен таковому в серии комиксов от TV21) и зритель видит лишь его голову и часть тела в окружении систем жизнеобеспечения. Юбка Императора практически симметрична, верхняя часть имеет вид огромной сферы, на которой хорошо заметен ряд лампочек, которые мигают, когда Император говорит, и шестиугольное окошко, заменяющее глаз. Как показано в серии «Поминовение далеков», верняя часть сферы может откидываться, в результате чего зритель и видит Давроса.

## Далеки-ренегаты
В «Поминовении далеков» имперским далекам противостоят далеки-ренегаты (англ. Renegade Daleks). Большинство из них имеют дизайн, сходный с таковым у далеков Некроса за исключением того, что полоса под нижним воротником у них отсутствует. Плечевая сетка также выглядит грубее, она в большей степени напоминает перфорированный лист металла. Механическая оболочка ренегатов окрашена в серых тонах; буфер, полусферы, планки и передняя панель — чёрные. Также в серии появляется Верховный далек-ренегат, съёмочная модель которого была разработана Мартином Уилки и Лорни Мартином. Его дизайн также основан на дизайне далеков Некроса, но внешний вид воротников, планок, плечевой и шейной сеток и шеи несколько отличается. Среди других отличий: маленькое глазное яблоко, оранжевые фонари, корпус окрашен в чёрный цвет, а шейные кольца, распорки, полусферы, воротники, сетки и планки — в серебристый.
«Поминовение далеков» стало последней классической серией с участием далеков. В декабре 1989 года сериал закрыли, а в 2005 году — вновь возродили после 16-летнего перерыва.

## Далеки возрождённого сериала
В марте 2005 года, после шестнадцатилетнего перерыва (в фильме 1996 года можно услышать далеков, но сами они в кадре не появляются), сериал «Доктор Кто» снова выходит на экраны. В шестой серии первого же сезона, «Далек», появляется единственный далек, который позиционируется как последний выживший представитель своей разы в результате Войны Времени, в которой далеки и раса Доктора уничтожили друг друга. Несмотря на то, что далеки возрождённого сериала (англ. 'New Series' Daleks) сохранили приблизительно те же облик и параметры, что и их «классические предки», каждый их структурный компонент был заново спроектирован, чтобы придать им более внушительный вид. Идея возродить этих старых врагов Доктора принадлежит шоу-раннеру сериала Расселлу Ти Дейвису, художнику Брайану Хичу и художнику-постановщику Эдварду Томасу; основным дизайном новых далеков занимался ассистент дизайнера Мэтью Сейвидж. Первые съёмочные модели для далеков возрождённого сериала были созданы под руководством Майка Такера компанией The Model Unit, специализирующейся на спецэффектах, впоследствии их производством занимались специалисты Specialist Models, 'propmaker.co.uk' и Rubbertoe Props.

### Обычные далеки
Дизайн далеков возрождённого сериала предусматривает появление на многих компонентах механической оболочки — куполе, оружии, передней панели, присоске, глазном яблоке — дополнительных элементов, которых раньше не было. Размер буфера по сравнению с юбкой увеличился, у него появился характерный скошенный край. Воротники стали не отдельным элементом, а частью рельефа плеч. На планках появился хорошо заметный срединный канал с зазубренными краями, а шейная сетка приобрела намного более сложный рисунок чем раньше. На куполе расположились намного большие фонари, вложенные в металлическую решётку. В том месте, где глазной стебель присоединяется к куполу, появился прямоугольный выступ — веко, на его нижней стороне изображён символ, уникальный для каждого далека. Кроме того, все далеки возрождённого сериала имеют бронзовую окраску корпуса.
Этот дизайн предусматривает многие ранее не виданные возможности, большинство из которых было воссоздано при помощи компьютерной графики. Плечевая секция с передней панелью делают оборот на 360°, таким образом предоставляя возможность вести огонь по любому противнику, в какой бы стороне он ни находился. Кроме того, плечи и шея могут раскрываться, показывая мутанта, управляющего механической оболочкой. В серии «Далек» показано, что полусферы на юбке на самом деле являются сферами и могут выступать в качестве компонентов системы самоуничтожения: в момент активации они отделяются от корпуса, формируют вокруг далека энергетическую сферу, дезинтегрирующую всё в пределах её радиуса. Присоска была преобразована в универсальный инструмент с адаптируемой формой, который может взаимодействовать с клавиатурой, механизмами управления, а также, при необходимости, раздавить череп человека.
Далеки возрождённого сериала продемонстрировали способность к полётам как в атмосфере, так и в вакууме космоса. Они могут поглотить остаточное излучение из ДНК путешественников во времени, постепенно восстановив за счёт него повреждения механической оболочки. Также они генерируют невидимое силовое поле, которое расщепляет пули и другие огнестрельные снаряды прежде, чем они достигнут корпуса. Рост съёмочной модели выбирался с расчётом, чтобы глаз далека был как раз на одном уровне с глазами актрисы Билли Пайпер, исполнившей в сериале роль спутницы Девятого Доктора, Розы Тайлер.
Впоследствии дизайн претерпевал незначительные изменения. Единственный представитель расы из серии «Далек» имел воротники не бронзового цвета (как его впоследствии появившиеся собратья), а медного. Также в серии «Пути расходятся» был замечен далек, присоска которого была заменена на другой инструмент — сферу с тремя когтями, между которыми формируется сгусток синего огня (в одной из сцен он вскрывает при помощи этого устройства дверь). В рекламе игрушек от фирмы Character Options он получил название «Штурмовой далек» (англ. Assault Dalek). В эпизоде «Победа далеков», события которого происходят во время Второй мировой войны, было замечено двое далеков, которые притворялись британским секретным оружием. Их корпус покрашен в камуфляжно-зелёный цвет, а на нижней стороне века, где обычно располагается особый символ далеков, изображён государственный флаг Великобритании. На шею этих далеков надет брезентовый пояс для боеприпасов, а в одной из сцен они работают на открытом воздухе с закрытыми непрозрачной тканью фонарями. Также один из них был показан несущим поднос с чаем или папку с документами при помощи повёрнутой вверх присоски, чего раньше у представителей этой расы не наблюдалось. Эти далеки в сюжете упомянуты как «Железнобокие» (англ. Ironsides).

### Личная охрана Императора

Император далеков в окружении своей личной охраны. Кадр из эпизода «Пути расходятся»

В серии «Пути расходятся» появились далеки с чёрными куполами, которые впервые были замечены в «Зле далеков» — личная охрана Императора. Некоторые из них вместо присоски на конце манипулятора имеют нечто, напоминающее сферу со светящейся линзой, к которой ведут три прута; примерно на половине длины прутья соединяются кольцом, а от мест соединения к манипулятору идут три перемычки. Назначение этого устройства не раскрывается ни в одном из эпизодов сериала. Официальный веб-сайт «Доктора Кто» и издание «Доктор Кто: Пришельцы и враги» (англ. Doctor Who: Aliens and Enemies) рассматривают его как разновидность оружия. Упаковка радио-управляемой 12-дюймовой игрушки от Character Options, наоборот, позиционирует его как «руку с сенсором многоцелевого назначения».

### Император
Император далеков появляется в последней серии первого сезона возрождённого сериала, «Пути расходятся». По его словам, он сумел выжить в Войне Времени, в результате которой погибли как далеки, так и Повелители времени. Попав в прошлое, он затаился на краю Солнечной системы, веками возрождая свою расу. В связи с этим он объявил себя богом, а созданные им далеки поклоняются ему. Мутант Императора плавает в прозрачном цилиндрическом баке, ко дну которого прикреплены две механические руки, а выше расположились шея и огромный купол, на котором имеются и глазной стебель с глазом, и фонари. От шеи отходят ещё три руки с ярко выраженными локтевыми суставами и огромными щитами, на которых можно заметить большие полусферы.
Ответственным за появление Императора в возрождённом сериале был назначен художник-постановщик Эдвард Томас, дизайном занялись ассистенты дизайнера Дэн Уокер и Мэтью Сейвидж. Съёмочная модель Императора в масштабе 1:6 была построена компанией The Model Unit, а аниматроническая кукла (также в масштабе 1:6), изображающая его мутанта, создана специалистом по спецэффектам Нилом Гортоном.

### Культ Скаро
Культ Скаро (англ. Cult of Skaro) появляется в эпизоде «Армия призраков» в качестве элитного отряда, созданного, чтобы думать так же, как их враги. Это первые повторяющиеся персонажи-далеки в истории шоу. В отличие от своих сородичей все члены культа Скаро имеют имена: Далек Сек, Далек Тей, Далек Джест и Далек Каан — и, если Тей, Джест и Каан внешне практически идентичны другим далекам, то корпус Сека полностью окрашен в чёрный цвет.
Культ Скаро, как показано в сериале, обладают собственной индивидуальностью, а также способностью к «чрезвычайному временному сдвигу» — экстренному перемещению в пространстве и времени с целью избежать опасности. В «Судном дне» трое из Культа Скаро используют свои присоски, чтобы извлечь информацию из головы человека (жертва погибла, но при этом подразумевается, что это можно было сделать без летального исхода). В эпизоде «Далеки на Манхэттене» они также используют свои присоски, чтобы определить у людей наличие высокого интеллекта, а также в одной из сцен присоска заменена на шприц. В книге The Doctor Who Files: The Cult of Skaro можно найти информацию, что чёрная металлическая оболочка Далека Сека построена из материала под названием «металерт», являющегося сплавом далеканиума с особым золотом при добавлении сока вымершего цветка Аркеллиса. Как сам материал, так и его составляющие впервые упоминаются в 1965 году, в журнале комиксов про далеков TV Century 21, в частности в графических рассказах «Дуэль далеков» (англ. Duel of the Daleks) и «Происхождение зла» (англ. Genesis of Evil).

### Далек-хранитель
В эпизодах «Украденная Земля» и «Конец путешествия» на борту космической станции «Крусибл» можно увидеть далека-хранителя (англ. Vault Dalek), который присматривает за Давросом, совмещая в себе функции телохранителя и тюремщика. Его название не упоминается в сериале, но используется в качестве наименования модели этого далека на официальном сайте «Доктора Кто». Также Character Options выпустило игрушку далека-хранителя, назвав его «Далек Крусибла» (англ. Crucible Dalek).
Далек-хранитель является одним из тех, чьи мутанты были выращены непосредственно из кусочков тела Давроса. Его присоска заменена на восемь когтеобразных пластин — данный вид манипулятора, как можно заметить, соответствует интерфейсу доступа к некоторым системам управления станцией.

### Верховный далек
Верховный далек появился в эпизодах «Украденная Земля» и «Конец путешествия», также его можно заметить в «Ученике волшебника» и «Фамильяре ведьмы». Он лидер далеков и может оспорить даже приказы Давроса. Как вариация далека, Верховный далек является воплощением совершенно иной идеи, нежели его обычные собратья из возрождённого сериала. Его корпус окрашен в красный цвет; полусферы, воротники и шейные кольца — в золотой. У него три фонаря на куполе и лишь два шейных кольца. от которых отходят три больших золотых распорки, соединяющие их с планками. Голос верховного далека ниже, чем у остальных, напоминающий голос Императора далеков. Николас Бриггс, озвучивающий далеков с 2005 года, подтвердил, что проделал очень большую работу, чтобы передать в голосе всю эгоцентричность персонажа.
Идея ввести Верховного далека в сюжет принадлежит художнику-постановщику Эдварду Томасу, помощник дизайнера Питер Макинстри занялся внешним обликом персонажа. Съёмочная модель была создана усилиями специалистов 'propmaker.co.uk'.

## Далеки Новой Парадигмы
В эпизоде «Победа далеков» появилось пять новых вариаций расы, которые были описаны как формирование «новой парадигмы далеков». Они созданы из чистой ДНК далеков, хранящейся в устройстве под названием «Прародитель». Далеки Новой Парадигмы появились благодаря совместным усилиям шоу-раннера сериала Стивена Моффата, художника-постановщика Эдварда Томаса, сценариста серии Марка Гэттиса и художника Питера Маккинстри. Съёмочными моделями занялись сотрудники Отдела искусств BBC под наблюдением старшего инженера Барри Джонса.
У каждого из пяти далеков Новой Парадигмы корпус имеет свой цвет, соответствующий его роли в обществе далеков: красный — Дрон, синий — Стратег, оранжевый — Учёный, жёлтый — Вечный, белый — Верховный. В шоу «Доктор Кто: Конфиденциально» Стивен Моффат пообещал, что функции Вечного ещё будут раскрыты в сериале, а сценарист Марк Гэттис подтвердил, что яркие цвета далеков Новой Парадигмы были навеяны далеками из фильмов по «Доктору Кто» 1960-х.
Рост далеков Новой Парадигмы выше, чем у их собратьев, у них более высокий буфер, что отсылает зрителя к далекам из фильмов. Юбка представляет собой двенадцать панелей со скошенными краями, на каждой из которой расположилось по 4 полусферы (всего их 48), окрашенных в серый цвет (у Вечного — в чёрный). Задняя часть юбки намного шире передней, в результате чего появилась возможность разместить на ней характерную продольную впадину. Художник Питер Маккинстри опубликовал свои рабочие чертежи с комментариями, где разъяснил, что это место может раскрываться, предоставляя далеку новое оружие, намного более мощное, чем основное, хотя на экране это так и не было воплощено. Плечевая секция массивная, выступающая за пределы юбки и разделяется горизонтальным каналом; на ней расположилась единая передняя панель с манипулятором и оружием. Шея лишена распорок, на ней можно увидеть четыре установленных под углом кольца. Кроме того, шея вместе с куполом сдвинута вперёд, из-за чего складывается впечателение, что далек сильно сгорбился. Купол, на котором расположены большие цилиндрические фонари, имеет в нижней части небольшой, проходящий по всему периметр выступ. основное оружие очень мощное: силы одного выстрела достаточно, чтобы превратить другого далека в пыль. Веко чёрное и круглое, на глазном стебле расположилось пять чёрных глазных дисков одинакового диаметра и, также чёрное, глазное яблоко, на котором чётко видно несколько плоских выступов-плавников. Линза выгнутая, скрывает полностью органический глаз с прожилками, имеется внутренняя подсветка жёлто-оранжевого цвета.
Впоследствии далеки Новой Парадигмы претерпели пару изменений. В эпизоде «Большой взрыв» появляются «Каменные далеки» (англ. Stone Daleks), выглядящие как очень древние статуи. Это далеки Новой Парадигмы, оставшиеся после того, как большая часть истории стёрта в результате разрушения Вселенной. Название этой вариации было указано в титрах эпизода. В эпизоде седьмого сезона «Изолятор далеков» можно заметить красного Дрона и синего Стратега, цвет которых приобрёл более металлический оттенок, а впадина в задней части стала менее заметной.
В 2015 году Моффат следующим образом прокомментировал создание далеков Новой Парадигмы: «Ну, если честно, я думаю — и это целиком моя вина, ничья другая — что это не было такой уж прекрасной идеей. Когда я их впервые увидел собственными глазами, я подумал: „Бог мой, новые далеки потрясающи, они такие огромные, сильные и блестящие“. Но я получил серьёзный урок: на экране, конечно, они не выглядят больше, они заставляют остальных далеков выглядеть меньше». Тем не менее Моффат не отказался от идеи далеков Новой Парадигмы: «…Я считаю их офицерами далеков». «Они не покинули нас. Они всё ещё с нами. Но в этом и кроется ответ. Ответ на большинство вопросов, совершил ли я в данном случае ошибку».

## Гибриды
Гибридизация далеков с представителями человеческой расы является одной из повторяющихся тем в сериале «Доктор Кто».

### Генетические гибриды
В серии «Откровение далеков» Даврос создаёт новых далеков, используя головы неизлечимо больных людей, погружённых в криогенный сон на планете Некрос. На ранних стадиях мутации жертвы сохраняют собственные разум и воспоминания, но впоследствии они начинают говорить и вести себя как полноценные далеки, даже если внешне они всё ещё напоминают людей.
В эпизоде «Далек» у спутницы Девятого Доктора Розы Тайлер был взят образец ДНК с целью использовать остаточное излучение от перемещений во времени, излечив раны и восстановив механическую оболочку. Тем не менее, новые гены прижились, в результате чего мутант далека начал ощущать эмоции. Не выдержав страданий из-за внутреннего конфликта между этими эмоциями и сутью далека, пришелец уничтожает себя.
В «Пути разделились» становится известно, что на краю Солнечной системы скрывались Император далеков и его личная охрана, которые в течение многих веков похищали людей с Земли, превращая их в новых представителей своего вида. Новые мутанты далеков имеют два симметрично расположенных глаза, а также нечто похожее на губы в области рта. Император разъяснил Доктору, что человеческие тела «разделывали, измельчали, просеивали» и в результате были выращены «чистые» далеки. Тем не менее, Повелитель времени считает новых представителей этого вида очень опасными, так как у них теперь есть повод ненавидеть себя. Все эти гибриды Императора были стёрты из существования Розой, поглотившей вихрь времени из ТАРДИС и ставшей Плохим Волком.
В эпизодах «Далеки на Манхэттене» и «Эволюция далеков» Культ Скаро скрывается в недавно построенном Эмпайр-стейт-билдинг и пытаются воссоздать свою расу, клонировав мутантов далеков. После того, как все эти попытки провалились, лидер Культа, Далек Сек, предлагает альтернативу — соединить ДНК далеков и людей. Собрав достаточное количество людей с высоким интеллектом, Сек захватывает тело своего человеческого союзника, мистера Диагораса, ассимилирует его гены и превращается в гуманоида с осьминогоподобной головой, единственным глазом, выступающим мозгом и тонкими пальцами — человекодалека. Как следствие, у него появляется способность ощущать эмоции, он даже просит у Доктора помощи. Остальные члены Культа Скаро не согласились с идеалами Сека и предали его, избрав Каана новым лидером. Теперь их цель создать гибридов с чистой ДНК далеков. Позднее Сек погиб, защитив Доктора от выстрела Далека Тея.
В «Изоляторе далеков» появляется персонаж по имени Освин Освальд. Её корабль, «Аляска», потерпел крушение на планете Изолятор, где далеки держали своих самых безумных сородичей. Там охранное нано-поле, с целью сохранить её высокий интеллект, преобразовало девушку в полноценного далека, но она об этом долгое время не подозревала, создав для себя иллюзию, что она единственный выживший человек из экипажа «Аляски». Узнав обо всём, она в конечном счёте преодолевает программу и помогает Доктору и его спутникам сбежать с планеты. Погибла в результате разрушения Изолятора.

### Ментальные гибриды
В серии «Зло далеков» фигурирует так называемый «Фактор далека», при помощи которого можно привить гуманоидам взгляды далеков, сделав их такими же агрессивными и безжалостными. Далеки надеялись использовать «преобразованного» Доктора, чтобы сделать жителей Земли «людьми-далеками». Однако впоследствии некоторые представители этой расы, появившиеся в серии, получают человеческие черты («человеческий фактор») и становятся менее агрессивными, что в конце концов приводит к гражданской войне.
В истории из двух эпизодов «Далеки на Манхэттене»/«Эволюция далеков» Культ Скаро пытаются создать человекоподобных далеков, «отформатировав» разум людей с высоких интеллектом. После того, как они отказались подчиняться Далеку Секу, ставшего человекодалеком (генетическим гибридом), они выбирают Далека Каана новым лидером и пытаются создать людей с чистой ДНК далеков. Затея провалилась, так как вместе с генами далеков в организм гибридов попали также гены Повелителей времени, что позволило тем пересмотреть свои взгляды на идеологию своих создателей. После того, как двое из культа Скаро уничтожены в перестрелке, далек Каан признаёт проект провальным и посылает сигнал на уничтожение получившихся гибридов.
В «Фамильяре ведьмы» Даврос берёт часть энергии регенерации Доктора, чтобы возродить себя и своих созданий, создав таким образом ментальные гибриды далеков и Повелителей времени. План провалился, так как старые далеки, гниющие в катакомбах и сточных канавах Скаро, также получили свою долю энергии и напали на своих же сородичей, стремясь отомстить им.

### «Марионетки» далеков
«Марионетки» далеков (англ. Dalek 'Puppets') — это люди, преобразованные далеками в своего рода кукол. Они сохраняют свою внешность, частично — память, но в определённые моменты они раскрывают себя как далеки — изо лба появляется глазной стебель с глазным яблоком (имеющим голубоватую подсветку, как у далеков возрождённого сериала), а из ладони левой руки — стандартный бластер далеков. Как правило, все «марионетки» беспрекословно подчиняются далекам, но имеются случаи, когда они преодолевали контроль, возвращая себе добрые намерения.
Впервые «марионетки» появились в эпизоде «Изолятор далеков», где являлись людьми, попавшими на планету Изолятор, дом для безумных далеков, и частично преобразованными нано-полем, своего рода охранной системой планеты. В романе «Поколение далеков» (англ. The Dalek Generation) появляется ребёнок, Дженибет Блейкли, который провёл в заключении у далеков более 90 лет и в результате был преобразован в «марионетку». Гибриды этого типа впоследствии появляются в эпизоде «Время Доктора» все члены церкви Папского Мейнфрейма погибли в сражении за Трензалор и были преобразованы в «марионеток». В «Ученике волшебника» Борс, друг Доктора в 1138 году, оказался «марионеткой» с заранее заданной целью — захватить ТАРДИС.

## Вариации далеков в фильмах
После того, как далеки набрали популярность у зрителей телесериала «Доктор Кто», было решено запустить в производство два фильма о них: «Доктор Кто и Далеки» и «Вторжение Далеков на Землю». Сюжеты фильмов очень похожи на сюжеты первых двух серий с участием этой расы («Далеки» и «Вторжение далеков на Землю» соответственно). Единственным и главным исключением является то, что главный герой не пришелец, а эксцентричный изобретатель по фамилии Кто. В связи с этим вселенная фильма рассматривается отдельно от вселенной сериала.